# 石川豊人
石川 豊人（いしかわ の とよひと）は、奈良時代の貴族。官位は従四位上・大蔵卿。

## 経歴
春宮大進兼中務大丞を経て、聖武朝末の天平20年（748年）従五位下に叙爵し、翌天平勝宝元年（749年）孝謙天皇の即位後まもなく少納言に任ぜられる。その後、孝謙朝では主税頭・越中守、淳仁朝では造宮少輔・大輔、称徳朝では刑部少輔を歴任する。この間に発生した多くの政変には巻き込まれずに済んだ一方で、春宮大進として仕えた阿倍内親王（孝謙天皇・称徳天皇）の治世が相当期間あったにもかかわらず豊人の昇進は滞り、天平宝字8年（764年）の従五位上への昇叙に留まっている。
宝亀元年（770年）光仁天皇の即位後間もなく右少弁に任ぜられると、宝亀5年（774年）正五位下、宝亀7年（776年）正五位上次いで従四位下と、光仁朝では弁官を務めながら順調に昇進する。光仁朝末の宝亀9年（778年）大和守に任ぜられ、地方官に転じる。
天応元年（781年）桓武天皇が即位すると出雲守に遷される。しかし、延暦4年（784年）になると従四位上・右京大夫に叙任されて京官に復し、のち中宮大夫・大蔵卿・武蔵守を歴任した。
延暦9年（790年）5月3日または延暦10年（791年）5月4日卒去。最終官位は大蔵卿従四位上。
東京都世田谷区大蔵は、晩年、豊人が大蔵卿と武蔵守を兼任していた頃、居住していたことに由来すると伝えられる（『江戸名所図会』）。

## 官歴
『続日本紀』による。
- 時期不詳：従六位上
- 天平17年（745年） 4月21日：見春宮大進兼中務大丞（皇太子・阿倍内親王）[2]
- 時期不詳：正六位上
- 天平18年（746年） 3月16日：見春宮大進[3]
- 天平20年（748年） 2月19日：従五位下
- 天平勝宝元年（749年） 8月10日：少納言
- 天平勝宝6年（754年） 4月5日：主税頭。5月14日：越中守
- 天平宝字7年（763年） 正月9日：造宮少輔。4月14日：造宮大輔
- 天平宝字8年（764年） 正月7日：従五位上
- 神護景雲元年（767年） 12月9日：刑部少輔
- 宝亀元年（770年） 10月23日：右少弁
- 宝亀2年（771年） 9月16日：下総介
- 宝亀5年（774年） 正月7日：正五位下
- 宝亀7年（776年） 正月7日：正五位上。8月27日：従四位下
- 宝亀8年（777年） 4月22日：見右中弁
- 宝亀9年（778年） 2月23日：大和守
- 天応元年（781年） 2月17日：見刑部卿。5月25日：出雲守
- 延暦4年（784年） 7月6日：右京大夫。8月7日：従四位上
- 延暦5年（786年） 4月11日：中宮大夫（皇后・藤原乙牟漏）
- 延暦7年（788年） 2月6日：兼武蔵守。3月21日：大蔵卿、中宮大夫武蔵守如故
- 延暦9年（790年） 5月3日または延暦10年（791年）5月4日：卒去（大蔵卿従四位上）